# ウタウイヌ
『ウタウイヌ』は2000年11月22日に発売されたaikoの1作目のミュージック・ビデオ集、又そのシリーズの総称。本項では2003年3月19日に発売された『ウタウイヌ2』、2006年9月20日に発売された『ウタウイヌ3』、2012年3月21日に発売された『ウタウイヌ4』、2018年3月14日に発売された『ウタウイヌ5』についてもここで記述する。

## ウタウイヌ

### 概要
自身の25歳の誕生日に発売。aikoのシングル曲「あした」から「ボーイフレンド」までの6曲が収録されており、6つの隠し映像がある。ジャケットはaikoが手掛けている。2000年5月15日、赤坂BLITZにて行われたライブ「Love Like Pop Vol.4」が、DVDでは「ボーイフレンド」のメイキング映像が収録されている。

### 収録曲
1. 花火
2. ナキ・ムシ
3. 桜の時
4. ボーイフレンド
5. カブトムシ
6. あした (re-edit)

## ウタウイヌ2

### 概要
シングル曲「初恋」から「あなたと握手」に加え、各アルバムから「飛行機」「マント」を収録。隠し映像はパスワードを入力する事により視聴出来る。「初恋」の別バージョンのMVが収録されている。

### 収録曲
1. 飛行機
2. 初恋
3. ロージー
4. おやすみなさい
5. あなたと握手
6. 今度までには
7. マント

## ウタウイヌ3

### 概要
シングル曲「蝶々結び」から「スター」に加え、「彼の落書き」、「smooch!」が収録されている。他作品同様、隠し映像が収録されている。

### 収録曲
1. 蝶々結び
2. アンドロメダ
3. えりあし
4. 彼の落書き
5. かばん
6. 花風
7. 三国駅
8. Smooch!
MVに登場するaikoが歌っているクラブの名前は「夢道」。
9. キラキラ
10. スター

## ウタウイヌ4

### 概要
シングル曲「雲は白リンゴは赤」から「向かいあわせ」に加え、アルバムから「beat」が収録されている。他の作品同様、隠し映像が収録されている。「恋のスーパーボール」「ずっと」のMVは本作発売日までに既に製作･放映されていたが、本作には収録が見送られ、次作｢ウタウイヌ5｣に収録。

### 収録曲
1. 雲は白リンゴは赤
2. シアワセ
3. 星のない世界
4. 横顔
5. 二人
6. KissHug
7. milk
8. 嘆きのキス
9. 戻れない明日
10. beat
11. 向かいあわせ

## ウタウイヌ5

### 概要
シングル曲「恋のスーパーボール」から「予告」に加え、アルバムから「くちびる」「明日の歌」、さらに｢予告｣のカップリング曲から「月が溶ける」が収録されている。

### 収録曲
1. 恋のスーパーボール
2. ずっと
3. くちびる
4. 4月の雨
5. Loveletter
6. 君の隣
7. 明日の歌
8. あたしの向こう
9. 夢見る隙間
10. プラマイ
11. もっと
12. 恋をしたのは
13. 予告
14. 月が溶ける

## アートワーク・パッケージ
- DVDのタイトルにも付けられている「ウタウイヌ」はaikoの愛称である。
  - 『ウタウイヌ』～『ウタウイヌ2』は、サテンの布製ケース。
  - 『ウタウイヌ3』は、字が浮かんでいるスリーブケース仕様となっている。
  - 『ウタウイヌ4～ウタウイヌ5』は、初回限定スペサルボックス仕様となっている。
  - 『ウタウイヌ』～『ウタウイヌ2』のVHS版は、ランダムカラービデオになっている。